# Alwy Becker

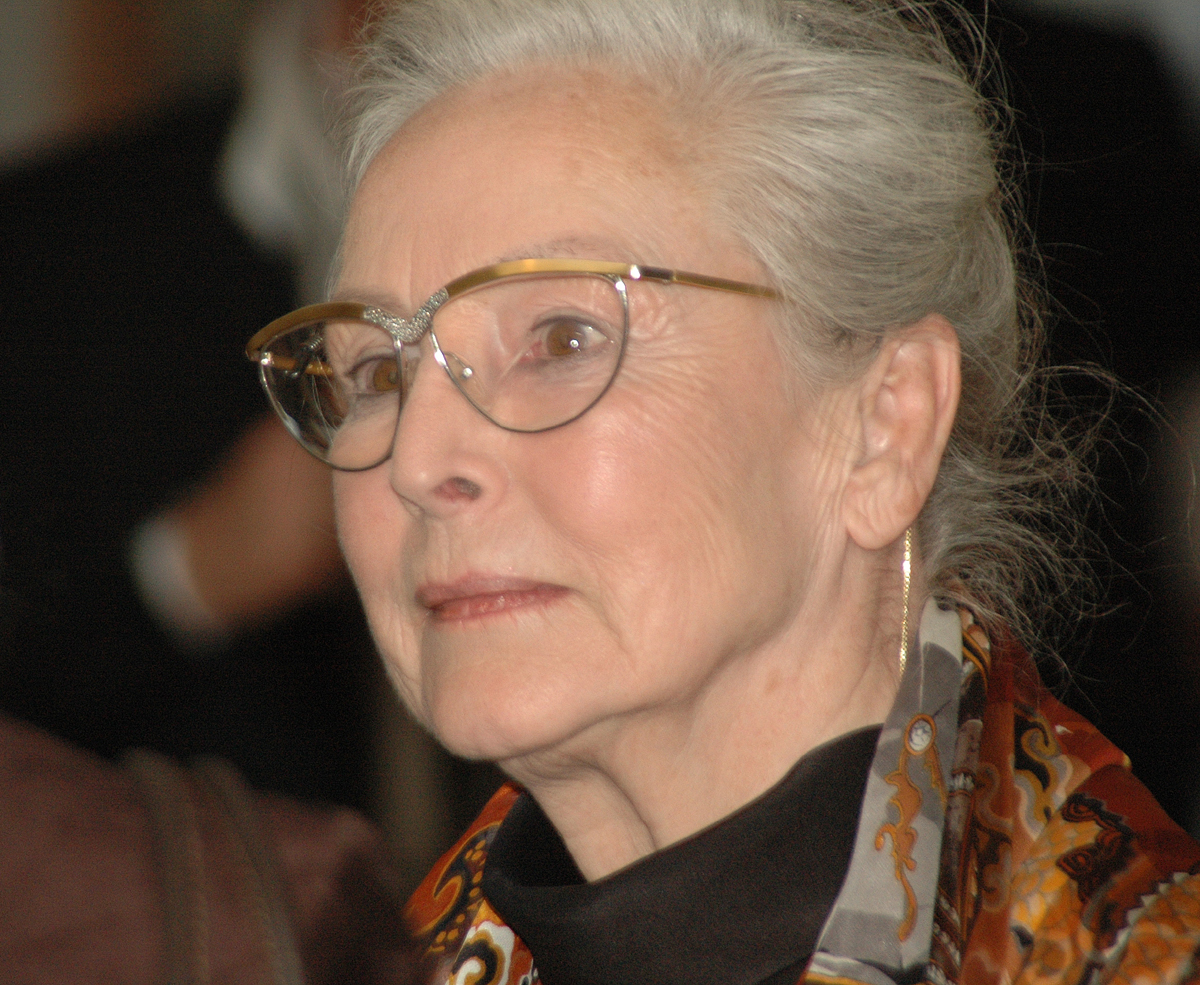
Alwy Becker, 2011

Alwy Becker, geborene Helga Alwine Becker, verheiratete Alwy Becker-Hölzermann (* 23. Januar 1937 in Köln), ist eine deutsche Schauspielerin.

## Leben
Nach einer 1953 abgeschlossenen Ballettausbildung in Köln besuchte Becker bis 1955 die Meisterklasse bei Tatjana Gsovsky in Berlin. Im selben Jahr nahm sie Unterricht an der Max-Reinhardt-Schule für Schauspiel bei Hilde Körber.
Ihr Debüt gab sie 1956 am Theater Lübeck, danach gehörte sie zwei Jahre zum Ensemble am Niedersächsischen Staatstheater Hannover. Seither arbeitete sie freischaffend und trat vor allem bei Festspielen und an Freilichtbühnen auf sowie bei Tourneen durch Deutschland, Großbritannien, Irland und die USA. Sie wirkte auch in Filmen, Fernsehspielen sowie zahlreichen Serien mit und arbeitete als Synchronsprecherin.
Alwy Becker war die zweite Ehefrau des Schauspielers Hans von Borsody. Sie ist die Mutter der Schauspielerin Cosima von Borsody. Nach der Scheidung heiratete sie wieder und trägt seither den Namen Alwy Becker-Hölzermann.

## Filmografie
- 1960: Immer will ich dir gehören
- 1960: Ein Weihnachtslied in Prosa oder Eine Geistergeschichte zum Christfest (Fernsehen)
- 1961: Was macht Papa denn in Italien?
- 1962: Deutschland – deine Sternchen
- 1962: Eine Nacht in Venedig (Fernsehen)
- 1963: Schwiegerväter (Fernsehen)
- 1963: Sturm am Wilden Kaiser (Bergwind)
- 1964: Das Kriminalmuseum – Gesucht: Reisebegleiter
- 1964: Amouren (Fernsehen)
- 1964: Hotel Iphigenie (Fernsehen)
- 1965: Exil (Fernsehen)
- 1965: Klaus Fuchs – Geschichte eines Atomverrats (Fernsehen)
- 1965: Diamanten sind gefährlich (Fernseh-Dreiteiler)
- 1966: Johannisnacht (Fernsehen)
- 1966: Robin Hood, der edle Räuber (Fernsehen)
- 1967: Der Zündholzkönig – Der Fall Ivar Kreuger (Fernsehfilm)
- 1967: Der Tod läuft hinterher (Fernseh-Dreiteiler)
- 1968: Der Vater und sein Sohn (Fernsehserie)
- 1969: Toter Herr im Regen (Fernsehserie Der Kommissar)
- 1970: Die Doublette (Fernsehserie Die seltsamen Methoden des Franz Josef Wanninger Flg. 39)
- 1973: Haare (Fernsehserie Ein Fall für Männdli)
- 1974: Mord im Moor (Fernsehserie Der kleine Doktor)
- 1975: Warum es ein Fehler war, Beckmann zu erschießen (Fernsehserie Der Kommissar)
- 1976: Ich will leben
- 1977: Mord im TEE 91 (Fernsehserie Derrick)
- 1978: Leidenschaftliche Blümchen
- 1978: Bumerang (Fernsehserie Der Alte)
- 1979: Die Puppe (Fernsehserie Derrick)
- 1980: Familienfest (Fernsehen)
- 1980: Vertrauensstellung (Fernsehserie Der Alte)
- 1980: Sylvester (Fernsehserie Polizeiinspektion 1)
- 1982: Das Traumschiff (Fernsehserie)
- 1982: Der Überfall (Fernsehserie Der Alte)
- 1982: Regentropfen
- 1983: Liebe hat ihren Preis (Fernsehserie Der Alte)
- 1983: Karlis Heimkehr (Fernsehserie Polizeiinspektion 1)
- 1984: Zwei Furchen auf dem Sonnenberg (Fernsehserie Polizeiinspektion 1)
- 1985: Die Mutprobe (Fernsehserie Die Schwarzwaldklinik)
- 1986: Die Nacht, in der Ronda starb  (Fernsehserie Derrick)
- 1987: Der Tote auf der Parkbank (Fernsehserie Derrick)
- 1994: Immer im Einsatz – Die Notärztin (Fernsehserie)
- 1996: Der Diplomat (Fernsehserie Im Namen des Gesetzes)
- 1997: Frauenarzt Dr. Markus Merthin (Fernsehserie)